# الأمانة العامة لدور وهيئات الإفتاء في العالم
الأمانة العامة لدور وهيئات الإفتاء في العالم أنشئت في يوم الرابع من شهر ربيع الأول سنة 1437هجري الموافق الخامس عشر من شهر ديسمبر 2015 ميلادي، لمَّا كان استقرار أمر الفتوى من أهم العوامل التي تساعد على استقرار الفرد والمجتمع فقد عقدت دار الإفتاء المصرية المؤتمر العالمي لها في القاهرة في الفترة ما بين (2-3 ذي القعدة 1436هـ/ الموافق 17-18 أغسطس 2015م) وأثمر هذا المؤتمر عددًا من المبادرات التي تهدف إلى تحقيق أكبر قدر من التواصل والتشاور بين دور وهيئات الفتوى في العالم، وكان على رأسها إنشاء أمانة عامة لدور وهيئات الفتوى في العالم.

## التعريف
الأمانة العامة لدور وهيئات الإفتاء في العالم هيئة عالمية متخصصة مقرها دار الإفتاء المصرية، تقوم بالتنسيق بين دُور الفتوى والهيئات الإفتائية العاملة في مجال الإفتاء في أنحاء العالم بهدف رفع كفاءة الأداء الإفتائي لتلك الجهات، مع التنسيق فيما بينها لإنتاج عمل إفتائي علمي رصين، ومن ثَمَّ زيادة فعاليتها في مجتمعاتها حتى يكون الإفتاء أحد عوامل التنمية والتحضر للإنسانية.

## المكان والزمان
القاهرة - جمهورية مصر العربية - يوم الرابع من شهر ربيع الأول سنة 1437هجري الموافق الخامس عشر من شهر ديسمبر 2015 ميلادي.

## الأهداف
تهدف الأمانة إلى:
1. ترسيخ منهج الوسطية في الفتوى.
2. تبادل الخبرات العلمية والعملية والتنظيمية بين دور وهيئات الإفتاء الأعضاء.
3. تقديم الاستشارات العلمية والعملية لدُور وهيئات الإفتاء لتنمية وتطوير أدائها الإفتائي.
4. تقليل فجوة الاختلاف بين جهات الإفتاء من خلال التشاور العلمي بصوره المختلفة.
5. التصدي لظاهرة الفوضى والتطرف في الفتوى.

## الآليات
1. دراسة مشكلات الحياة المعاصرة والاجتهاد فيها اجتهادًا أصيلًا فاعلًا بهدف تقديم الحلول النابعة من التراث الإسلامي والمنفتحة على تطور الفقه الإسلامي.
2. التدريب على مهارات الإفتاء.
3. موقع إلكتروني عالمي باللغات الحية.
4. هيكل علمي وإداري يحقق أهداف الأمانة.
5. هيئة بحثية متخصصة لدراسة وبحث القضايا الإفتائية المستجدة.
6. عضوية الأمانة متاحة لكل الدول الإسلامية حول العالم طبقًا للائحة الأمانة.
7. تعقد الأمانة مؤتمرًا علميًّا سنويًّا لمناقشة القضايا المستجدة.
8. تصدر الأمانة دورية علمية محكَّمة تنشر فيها البحوث العلمية والدراسات الفقهية.

## لائحة الأمانة
بناء على ما تم الاتفاق عليه من المؤتمرين في المؤتمر العالمي للإفتاء والذي أقامته دار الإفتاء المصرية في الفترة من 17 إلى 18 أغسطس 2015م، الموافق 2، 3 من ذي القعدة 1436 هــــ، والذي أوصى بإنشاء أمانة عامة لدور وهيئات الإفتاء في العالم، فإنه يقترح لائحة لتأسيس وإنشاء هذه الأمانة، موادها كالآتي:
- المادة الأولى: تنشأ أمانة عامة تسمى «الأمانة العامة لدور وهيئات الإفتاء في العالم» بمقر دار الإفتاء المصرية بالقاهرة، بجمهورية مصر العربية.
- المادة الثانية: يكون للأمانة العامة مجلس أعلى برئاسة فضيلة مفتي الديار المصرية ويشكل من الأعضاء المؤسسين، والأعضاء المنضمين بعد التأسيس.
- المادة الثالثة: مهام المجلس الأعلى للأمانة: وضع السياسات والإستراتيجيات العامة، واعتماد خطط العمل، والإشراف على تحقيق أهداف الأمانة.
- المادة الرابعة: يتولى إدارة الأمانة العامة لدور الإفتاء أمين عام لمدة أربع سنوات قابلة للتجديد ويعين بقرار من فضيلة مفتي الديار المصرية بعد العرض على المجلس الأعلى للأمانة.
- المادة الخامسة: تقوم الأمانة العامة لدور وهيئات الإفتاء على تحقيق الأهداف التالية:

1. التنسيق بين دور الإفتاء لبناء منظومة إفتائية وسطية علمية منهجية تعمل على بناء إستراتيجيات مشتركة بين دور وهيئات الإفتاء # الأعضاء لطرح خطاب إفتائي علمي متصل بالأصل ومرتبط بالعصر لمواجهة التطرف في الفتوى.
2. التبادل المستمر للخبرات بين دور وهيئات الإفتاء أعضاء الأمانة.
3. تقديم الاستشارات الإفتائية لمؤسسات الإفتاء والمفتين حول العالم.
4. تقديم الدعم العلمي للدول والأقليات الإسلامية لإنشاء دور إفتاء محلية في هذه الدول.
5. وضع معايير لوظيفة الإفتاء وكيفية إصدار الفتاوى مما يسهم في ضبط الإفتاء.
6. تعزيز التعاون المثمر بين دور وهيئات الإفتاء في العالم بالوسائل الممكنة.
7. بناء الكفاءات الإفتائية وتأهيلها من خلال تراكم للخبرات المتنوعة للدول الأعضاء.

- المادة السادسة: يحق لكل دار أو هيئة إفتائية أو بحثية طلب الانضمام إلى الأمانة العامة لدور وهيئات الإفتاء، ويصدر قرار الانضمام من رئيس المجلس الأعلى للأمانة بعد موافقة أغلبية أعضائه.
- المادة السابعة: يحق للأقليات المسلمة أن تطلب الانضمام بعضو أو أكثر من الحاصلين على تأهيل علمي مناسب يقبله المجلس الأعلى للأمانة.
- المادة الثامنة: يُقَدّم طلب العضوية باسم رئيس المجلس الأعلى للأمانة العامة، ويصدر قرار الانضمام لعضوية الأمانة منه بعد موافقة المجلس الأعلى للأمانة.
- المادة التاسعة: للأمانة العامة هيكل تنظيمي يعتمده المجلس الأعلى.
- المادة العاشرة: عند تعديل اللائحة، أو مادة منها يكون بموافقة ثلثي الأعضاء على ذلك، ويصدر قرار من رئيس المجلس الأعلى للأمانة متضمنًا هذا التعديل.
- المادة الحادية عشرة: يجتمع المجلس الأعلى للأمانة مرة واحدة كل عام، ويجوز لرئيس المجلس دعوة المجلس للانعقاد كلما استدعى الأمر ذلك أو بطلب خطي مقدم من ثلث الأعضاء لرئيس المجلس.
- المادية الثانية عشرة: يكون الاجتماع صحيحًا بحضور الأغلبية المطلقة لأعضاء المجلس.
- المادية الثالثة عشرة: تتخذ القرارات بموافقة الأغلبية المطلقة للحاضرين، إلا إذا نص في اللائحة على غير ذلك.
- المادة الرابعة عشرة: عند تساوي الأصوات يكون صوت الرئيس مرجحًا.
- المادة الخامسة عشرة: تنتهي العضوية بالاستقالة أو بالوفاة أو بالعجز أو بتغيب العضو ثلاث جلسات متوالية بدون عذر بقرار من المجلس الأعلى.
- المادة السادسة عشرة: يعمل بهذا اللائحة من تاريخ صدورها.

تم التصديق على اللائحة بتاريخ الثلاثاء: 15 ديسمبر 2015 الموافق 4 من ربيع الأول 1437 هـ.

## المؤتمرات التي عقدتها الأمانة

### التكوين العلمي والتأهيل الإفتائي لأئمة المساجد للأقليات المسلمة
قال مفتى الجمهورية الدكتور شوقي علام إن المؤتمر العالمي الذي تنظمه دار الإفتاء المصرية عبر الأمانة العامة لدور وهيئات الإفتاء في العالم يوم 17 أكتوبر الحالي بالقاهرة تحت رعاية رئيس الجمهورية الرئيس عبد الفتاح السيسي تحت عنوان «التكوين العلمي والتأهيل الإفتائي لأئمة المساجد للأقليات المسلمة» سيصدر وثيقة القاهرة لتلك الجاليات والتي تقترح حلولا عملية وعلمية لكل المشكلات التي تواجهها تلك الجاليات في الخارج.

### دور الفتوى في استقرار المجتمعات
نظمت دار الإفتاء المصرية، مؤتمرها العالمي الثالث عبر الأمانة العامة لدور وهيئات الإفتاء في العالم في 17 أكتوبر، كخطوة عملية للرد على الفتاوى الشاذة، ويقوم المؤتمر بتشريح هذه الظاهرة وتقديم حلول عملية للحدِّ منها، ويبحث المؤتمر آفاق الفتوى من حيث تعلقها بحفظ استقرار حياة الناس في مختلف نواحيها سياسيًا واقتصاديًا واجتماعيًا وكيفية استخدام منجزات العلم الحديث في خدمة هذه العملية، داعية مفتي العالم للجلوس على موائد البحث العلمي لإيجاد حلول لفوضى الفتاوي وطرح الخطط وللمشاركة في التنمية الوطنية والعالمية.

### التجديد في الفتوى بين النظرية والتطبيق
مع تصاعد حدة التطرف الفكري، وتعاقب الأحداث الإرهابية العالمية التي أصبحت الأمة الإسلامية تأن من تطورها نظرا لتخفى صانعوها خلف ستار الدين والركون إلى فتاوى تراثية تبرر لهم سفك الدماء واستباحة الحرمات، فقد بات الجهاد الفكري فرض على كل علماء الأمة من أجل استنباط الأحكام الشرعية والفقهية والفتوى بما يتماشى مع الواقع، وكذلك ترسيخا للفقه الوسطى بمعنى الاعتدال في كل أمور الحياة من تصورات ومناهج ومواقف، وتحر متواصل للصواب في التوجهات والاختيارات، حيث حملت دار الإفتاء المصرية عبر الأمانة العامة لدور وهيئات الإفتاء في العالم، على عاتقها راية تجديد الفتوى للتوافق مع مجريات العصر وتغير أحوال البلاد والعباد ومناقشتها دون سطحية أو تخوف، وذلك عملا بالمبدأ الفقهي «الفتوى بنت زمانها»، وكذلك مصداقا لقول رسولنا الكريم (صلى الله عليه وسلم):«يبعث الله على رأس كل مائة عام من يجدد لهذه الأمة أمر دينها»، وحتى نرشد المستفتيين إلى ضوابط وقواعد للعيش في زمانهم.

### الإدارة الحضارية للخلاف الفقهي
استثمار الخلاف الفقهي في كافة عصوره في دعم التماسك الاجتماعي المعاصر والمشاركة في عمليات العمران والإسهام في الحضارة الإنسانية المعاصرة وإعلان اليوم العالمي للإفتاء

## أعضاء الأمانة العامة
تتكون الأمانة العامة من الأعضاء المؤسسون وهم:
1. الشيخ شوقي علام مفتي الديار المصرية
2. الشيخ صالح بن حميد مستشار الديوان الملكي بالسعودية
3. الشيخ عبد اللطيف فايز دريان مفتي الجمهورية اللبنانية
4. الشيخ عبد الكريم الخصاونة مفتي المملكة الأردنية الهاشمية
5. الشيخ محمد أحمد محمد حسين مفتي القدس الشريف
6. الشيخ إبراهيم صالح الحسيني مفتي نيجيريا
7. الشيخ محمد مطر الكعبي رئيس الهيئة العامة للشئون الإسلامية والأوقاف بأبو ظبي
8. الشيخ محمد مصطفى الياقوتي وزير الأوقاف السوداني الأسبق
9. فخامة السيد مأمون عبد القيوم رئيس جزر المالديف الأسبق
10. الشيخ أحمد النور محمد الحلو مفتي جمهورية تشاد
11. الشيخ سلمان موسييف النائب الأول لإدارة مسلمي القوقاز ومفتي جمهورية أذربيجان
12. الشيخ إيرجان ماميروف مفتي عام كازاخستان
13. الشيخ شعبان رمضان موباجي مفتي أوغندا
14. الشيخ صالح مجييف المفتي العام لجمهورية الشيشان
15. الشيخ علي مويني أمكوو مفتي الكونغو الديمقراطية
16. الشيخ يوشار شريف داماد أوغلو مفتي اليونان
17. الشيخ عبد الواحد على انجو مفتي الفلبين
18. الشيخ محمد البشاري أمين عام المؤتمر الإسلامي الأوربي
19. الشيخ منصور نياس مستشار الرئيس السنغالي
20. الشيخ أحمد بن سعود السيابي أمين عام مكتب الإفتاء ـ سلطنة عمان
21. الشيخ محمد الخلايلة أمين عام دائرة الإفتاء بالمملكة الأردنية
22. الشيخ الدكتور محمد أحمد لوح رئيس مجلس الأمناء ولجنة الفتوى والإرشاد لاتحاد علماء إفريقيا

## وصلات خارجية
- الموقع الرسمي